# Lukàs Mavrokefalidis
Lukàs Mavrokefalidis (en grec Λουκάς Μαυροκεφαλίδης), nascut el 25 de juliol de 1984 a Jeseník, Txecoslovàquia), és un jugador de bàsquet professional grec. Amb 2,11 metres d'alçada, juga com a pivot.
El maig de 2013 va fitxar pel FC Barcelona amb un contracte fins a final de temporada, per tal de substituir el lesionat Nathan Jawai de cara als play-off de la Lliga ACB.
El juliol de 2013, havent acabat la temporada amb el FC Barcelona, fou fitxat pel Panathinaikos, de forma sorprenent, quan el més probable era que tornés a l'Olympiacos.